# Colesevelam
Colesevelam là một chất cô lập axit mật dùng đường uống. Nó được phát triển bởi GelTex Dược phẩm và sau đó được Genzyme mua lại. Nó được Daiichi Sankyo bán ở Mỹ dưới tên thương hiệu Welchol và các nơi khác bởi Genzyme với tên Cholestagel. Ở Canada, nó được bán bởi Valeant với tên là Lodalis.

## Sử dụng lâm sàng
Colesevelam được chỉ định là thuốc bổ sung cho chế độ ăn kiêng và tập thể dục để giảm cholesterol lipoprotein mật độ thấp (LDL-C) ở bệnh nhân tăng lipid máu nguyên phát dưới dạng đơn trị liệu và cải thiện kiểm soát đường huyết ở người lớn mắc đái tháo đường týp 2, bao gồm cả kết hợp với một statin. Việc sử dụng mở rộng colesevelam ở người lớn bị đái tháo đường týp 2 là một ví dụ về tái định vị thuốc.
Colesevelam là một trong những chất cô lập axit mật, cùng với niacin và statin, là ba loại chính của các chất làm giảm cholesterol. Các statin được coi là tác nhân đầu tiên. Điều này là do cơ thể lớn hơn của bằng chứng hỗ trợ khả năng ngăn ngừa bệnh tim mạch của statin, cũng như các tác dụng phụ nổi bật từ hai loại khác, bao gồm đầy hơi và táo bón (chất cô lập axit mật) và đỏ da (niacin). Những tác dụng phụ này thường dẫn đến sự tuân thủ điều trị của bệnh nhân thấp.
Colesevelam có thể được sử dụng thay cho cholestyramine trong tiêu chảy mạn tính có triệu chứng do kém hấp thu muối mật (tiêu chảy axit mật), có thể là một tình trạng chính, hoặc thứ phát sau bệnh Crohn hoặc hội chứng sau cắt túi mật.

## Thành phần
Colesevelam là một polyallylamine biến đổi. Nó được tạo ra bằng cách liên kết ngang polyallylamine với epichlorohydrin, và sau đó sửa đổi nó bằng bromodecane và (6-bromohexyl) trimethylammonium bromide. Các ion bromide sau đó được thay thế bằng các ion chloride khi vật liệu được rửa sạch.
Các thành phần của colesevelam polymer được hiển thị dưới dạng các tiểu đơn vị không tồn tại trên mỗi sản phẩm cuối cùng là:
N-prop-2-enyldecan-1-amin; trimethyl- [6- (prop-2-enylamino) hexyl] azanium; prop-2-en-1-amin; 2- (chloromethyl) oxirane; A-xít clohidric; chloride.

## Cơ chế hoạt động
Colesevelam là một phần của nhóm thuốc được gọi là chất cô lập axit mật. Colesevelam hydrochloride, thành phần dược phẩm hoạt động trong Welchol, là một loại polymer không hấp thụ, hạ lipid, liên kết axit mật trong ruột, cản trở sự tái hấp thu của chúng. Khi hồ axit mật bị cạn kiệt, enzyme gan, cholesterol 7-α-hydroxylase, được điều hòa lại, làm tăng sự chuyển đổi cholesterol thành axit mật. Điều này gây ra sự gia tăng nhu cầu cholesterol trong các tế bào gan, dẫn đến tác động kép của việc tăng phiên mã và hoạt động của enzyme sinh tổng hợp cholesterol, HMG-CoA reductase và tăng số lượng thụ thể LDL ở gan. Những tác dụng bù này dẫn đến tăng độ thanh thải LDL-C khỏi máu, dẫn đến giảm nồng độ LDL-C huyết thanh. Nồng độ TG huyết thanh có thể tăng hoặc không thay đổi.
Vẫn chưa biết Colesevelam hoạt động như thế nào để giúp kiểm soát lượng đường trong máu ở những người mắc bệnh tiểu đường loại 2. Tuy nhiên, rõ ràng là thuốc hoạt động trong đường tiêu hóa, vì nó không được hấp thụ vào phần còn lại của cơ thể.

### Cholesterol
Vì Colesevelam có thể làm giảm mức cholesterol toàn phần và LDL (cùng với việc tăng HDL - cholesterol "tốt"), việc sử dụng nó có thể làm giảm nguy cơ phát triển một số vấn đề sức khỏe nhất định trong tương lai.
Các nghiên cứu lâm sàng trước đây cho thấy các cá nhân dùng 3.800   mg đến 4.500   mg Colesevelam hàng ngày đã có thể:
- Giảm cholesterol LDL từ 15 đến 18 phần trăm.
- Giảm tổng lượng cholesterol từ 7 đến 10 phần trăm.
- Tăng cholesterol HDL lên 3 phần trăm.

Sự kết hợp của Colesevelam với chất ức chế men khử HMG-CoA (thường được gọi là statin) có thể làm giảm mức cholesterol hơn nữa.

## Tác dụng phụ
Trong các nghiên cứu lâm sàng có kiểm soát với khoảng 1.400 bệnh nhân, các phản ứng bất lợi sau đây đã được báo cáo ở những bệnh nhân được điều trị bằng colesevelam. Khi báo cáo cho rất phổ biến (≥ 1/10), phổ biến (≥ 1/100, 51/10), không phổ biến (≥ 1/1000, 51/100), hiếm (≥ 1/10.000, 51/1000) và phân biệt rất hiếm khi (51/10.000), bao gồm các trường hợp riêng lẻ:
- Điều tra thường gặp: triglyceride huyết thanh tăng; Không phổ biến: tăng transaminase huyết thanh
- Rối loạn hệ thần kinh Thường gặp: nhức đầu
- Rối loạn tiêu hóa Rất phổ biến: đầy hơi, táo bón; Thường gặp: nôn mửa, tiêu chảy, khó tiêu, đau bụng, bất thường phân, buồn nôn
- Rối loạn cơ xương và mô liên kết Không phổ biến: đau cơ

Tỷ lệ mắc đầy hơi và tiêu chảy là ở những bệnh nhân trong các thử nghiệm lâm sàng có kiểm soát tương tự, giả dược cao hơn. Chỉ táo bón và chứng khó tiêu đã được chứng minh xảy ra ở một tỷ lệ cao hơn của những bệnh nhân sử dụng Cholestagel, so với giả dược được báo cáo. Tác dụng phụ nói chung là nhẹ hoặc trung bình ở mức độ nghiêm trọng. Trong ứng dụng của colesevelam kết hợp với statin, không có tác dụng phụ thường xuyên bất ngờ xảy ra.